# Eremascus albus
Eremascus albus är en svampart som beskrevs av Eidam 1883. Eremascus albus ingår i släktet Eremascus och familjen Eremascaceae.   Inga underarter finns listade i Catalogue of Life.